# Escadron de chasse 1/30 Loire
L'escadron de chasse 1/30 Loire est une ancienne unité de combat de l'armée de l'air française, créée le 1er mai 1953 et dissoute le 1er mars 1965.

## Rattachement
- 30e escadre de chasse : du 1er mai 1953 au 1er octobre 1961
- 10e escadre de chasse : entre le 1er octobre 1961 et le 1er juillet 1962
- 30e Escadre de chasse tout temps : du 1er juillet 1962 au 1er mars 1965

## Escadrilles
- C 46 "Trident" (1re escadrille du 2/5 Île-de-France depuis le 10 avril 2012)
- 1/30(2)"Chenonceaux"

## Bases
- BA705 Tours : du 1er mai 1953 à mars 1961
- BA112 Reims : de mars 1961 au 1er octobre 1961 et du 1er juillet 1962 au 1er mars 1965
- BA110 Creil : entre le 1er octobre 1961 et le 1er juillet 1962

## Appareils
- Meteor T7 / NF11 : 1er mai 1953 à 1957
- Vautour IIA / IIN : de 1957 au 1er mars 1965

## Sources
- http://www.traditions-air.fr/